# Minniza rubida
Minniza rubida är en spindeldjursart som först beskrevs av Simon 1882.  Minniza rubida ingår i släktet Minniza och familjen Olpiidae. Inga underarter finns listade i Catalogue of Life.